# 김창현 (음악가)
김창현 (Kim Changhyun)은 대한민국의 재즈 베이시스트이며, 네오 트레디셔널 재즈 트리오 및 트리올로그의 구성원이기도 하다.
2012년 음반 잔향과 2014년 음반 망각을 발매했으며, 망각의 경우 탈식민주의를 주제로 하고 있는 음반이다. 2015년 그는 한국대중음악상에서 최우수 재즈&크로스오버 연주상을 수상했다. 2018년에는 해체를 발매했으며, MM Jazz의 김희준은 이 음반을 "김창현이 오랫동안 화두로 삼아온 인식의 올바른 전환, 깨어있음, 주체적인 시선으로 현실을 대하는 것에 대한 자각이 내적동기가 되어 시도된 작품"이라고 표현했다. 그는 현재 단국대학교의 교수로 재직 중이다.

## 음반 목록

### 정규 음반
- 잔향 (2012)
- 해체 (2018)
- 관념 (2018)
- 소음 (2019)
- Absolute Distance (2023)

### EP
- 망각 (2014)
- 직관 (2021)
- 관조 (2021)
- Binary Connect (2022)